# Dekan (Tierkreis)

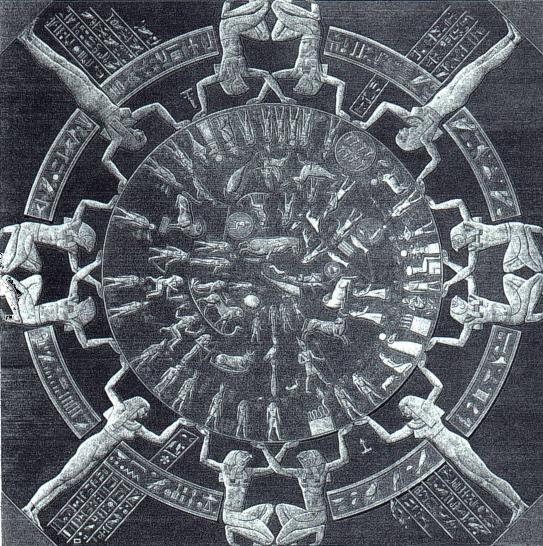
Ägyptischer Zodiak mit 12 Monatsregenten und 36 Dekanen. Paris, Louvre

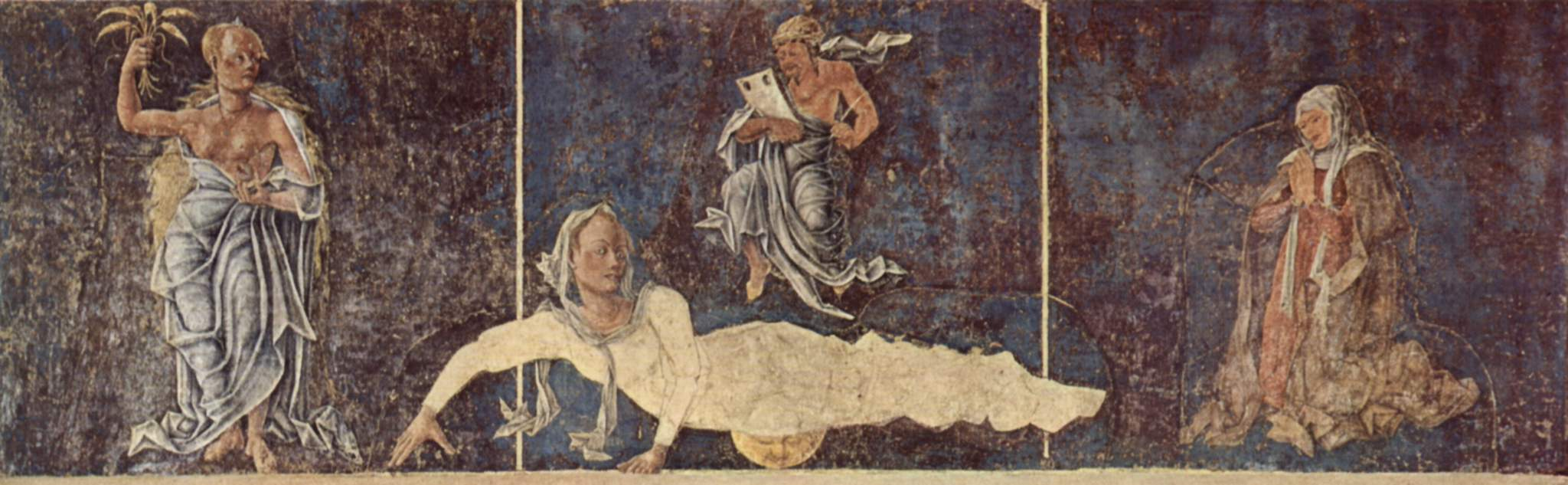
August: Sternzeichen Jungfrau und drei Monatsdekane

Dekane (auch Dekanat oder Gesicht) sind in der Astrologie die 36 Abschnitte von jeweils 10°, die durch die Unterteilung der 12 Zeichen eines Tierkreises (Zodiak), der Tierkreiszeichen, in jeweils drei Abschnitte entstehen.
Mit Beginn der Spätzeit im vierten Jahrhundert v. Chr. verschmolzen altägyptische und babylonische Zodiakmodelle, woraus sich die heute bekannten Dekane entwickelten. Im antiken Griechenland wurden die Dekane durch den Astrologen Teukros von Babylon im ersten Jahrhundert n. Chr. eingeführt. Er beschreibt in seinem nur in Auszügen erhaltenen Werk die mit den Dekanen aufgehenden Sternbilder. Über den persischen Astrologen Ja’far ibn Muhammad Abu Ma'shar al-Balkhi, im Westen Albumasar genannt, und sein von Johannes Hispaniensis 1133 ins Lateinische übersetzte Buch Introductorium in Astronomiam gelangten die antiken Vorstellungen über die Dekane in das mittelalterliche Europa.
Weitere Verbreitung fand die Lehre von den Dekanen durch das Buch Astrolabium planum des italienischen Gelehrten Pietro d’Abano aus dem 13. Jahrhundert.
Das Astrolabium Pietros d’Abano war eine der Quellen für die Kunst von Mittelalter und Renaissance und fand ihren Niederschlag in der kirchlichen und weltliche Fresko – und Miniaturmalerei.
Eins der bekanntesten Beispiele sind die Dekane im salone dei mesi des Palazzo Schifanoia in Ferrara.